# Christoffer Forsberg (ishockeyspelare)
Christoffer Forsberg, född den 31 mars 1994 i Östersund, är en svensk ishockeyspelare, som för närvarande spelar i Pelicans i Liiga. Han har tidigare spelat för Malmö Redhawks och Färjestad BK.
Under säsongen 2024/2025 blev han den spelare som gjort flest tävlingsmatcher i Malmö Redhawks historia.